# Walter Crane
Walter Crane (Liverpool, 15 agosto 1845 – Horsham, 14 marzo 1915) è stato un pittore e illustratore inglese.

## Biografia
Dopo un apprendistato presso lo studio di William Linton, si mostrò inizialmente influenzato dalla corrente pittorica dei Preraffaelliti, e fu successivamente collaboratore e discepolo di William Morris nell'ambito dell'Arts and Crafts Movement. È considerato uno dei pionieri del Liberty.
Noto principalmente per le sue illustrazioni di libri per l'infanzia, tra le quali è possibile citare Il principe ranocchio, La Bella e la Bestia, La bella addormentata nel bosco, Cappuccetto Rosso, Il gatto con gli stivali, Barbablù, Jack e la pianta di fagioli, Princess Belle Etoile e The Robber Bridegroom.
Ha realizzato inoltre opere di grafica, acquerelli, manifesti, disegni per stoffe, carte da parati, arazzi, tappeti, vetrate e gioielli.
Tra le opere pittoriche più importanti è possibile menzionare il Ritratto della Moglie Mary Frances (1882) conservato presso il Museo d'Orsay di Parigi, e i Cavalli di Nettuno (1892) conservato presso la Neue Pinakothek di Monaco.
Per via del suo stile è stato talvolta paragonato al francese Eugène Grasset.